# Prionostemma usigillatum
Prionostemma usigillatum is een hooiwagen uit de familie Sclerosomatidae.